# IC 1113
IC 1113 ist eine Spiralgalaxie vom Hubble-Typ S im Sternbild Schlange am Nordsternhimmel. Sie ist schätzungsweise 480 Millionen Lichtjahre von der Milchstraße entfernt und hat einen Durchmesser von etwa 100.000 Lj. 
Das Objekt wurde am 23. Mai 1892 von Stéphane Javelle entdeckt.